# الانتهاكات الجنسية أثناء احتلال ألمانيا

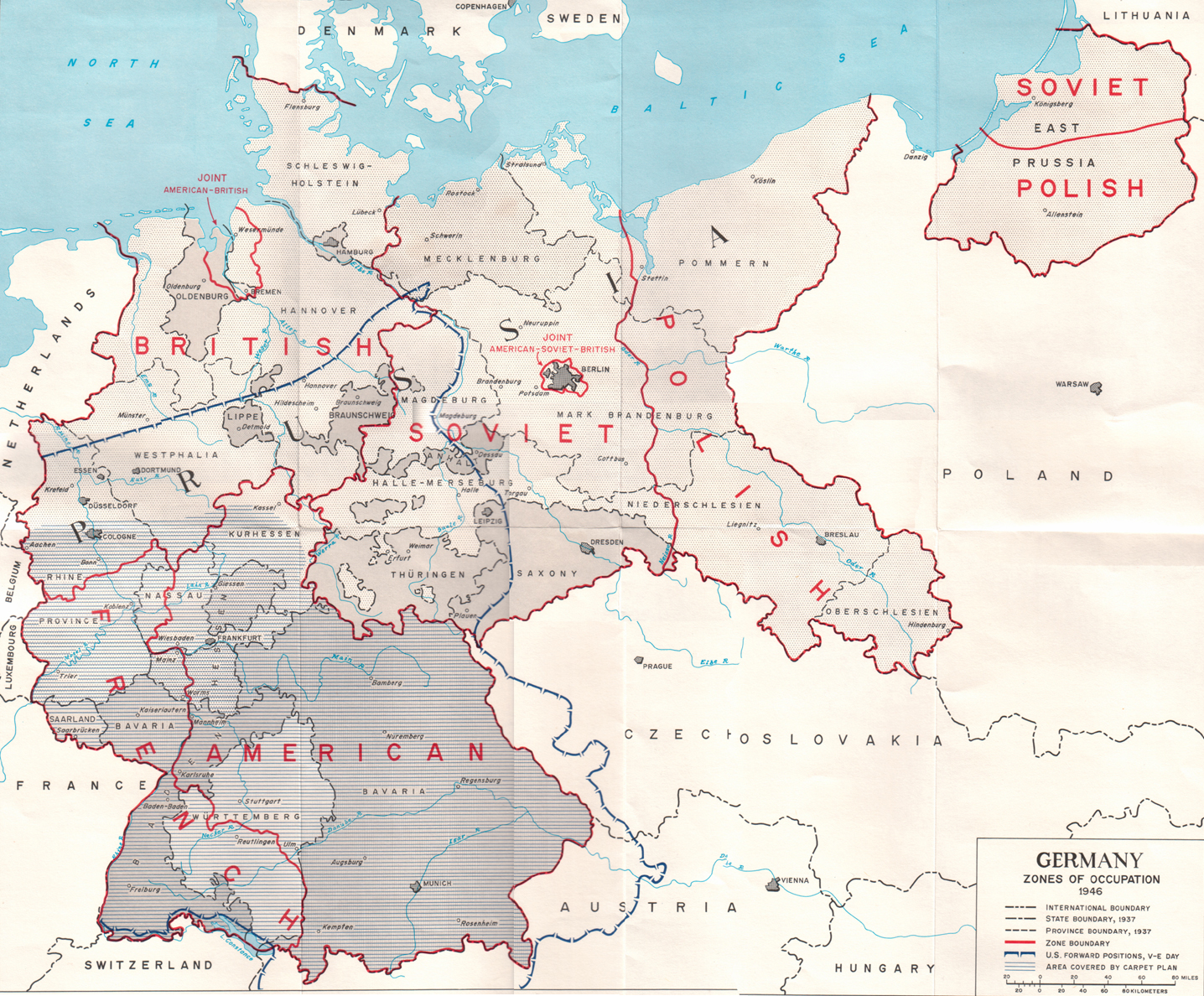
التغيرات الإقليمية والمناطق المحتلة في ألمانيا النازية بعد هزيمتها. ويشمل خط المواجهة على طول جبال الألب التي انسحبت منه القوات الأمريكية في تموز 1945.

عندما دخلت قوات التحالف واحتلت المناطق الألمانية خلال المراحل الأخيرة في الحرب العالمية الثانية، حدثت عمليات اغتصاب هائلة أثناء القتال وبعد انتهائه. يتفق معظم الباحثين الغربيين أن معظم الاغتصابات ارتُكبت على أيدي جنود السوفييت، في حين يؤكد بعض المؤرخين الروس أن هذه الجرائم لم تكن واسعة الانتشار. كانت حالات الاغتصابات في زمن الحرب مُحاطة بعقودٍ من الصمت. وفقاً لأنتوني بيفور - الذي منعت كتبه في 2015 من بعض المدارس والكليات الروسية - أظهرت ملفات الشرطة السرية السوفييتية أن القيادة كانت على علم بما حدث، بما في ذلك اغتصاب النساء الألمانيات المحررات من معسكرات العمل؛ ولكنها لم تفعل شيئاً لتوقف ذلك. لا يتفق بعض المؤرخين الروس مع هذا الرأي، ويدعون أن القيادة السوفييتية اتخذت إجراءاتٍ سريعة.

## القوات السوفييتية
قام مؤرخون بالكتابة عن الانتهاكات الجنسية التي ارتكبتها جيوش الحلفاء الغربيين والجيش الأحمر عندما كانت هذه القوات تقاتل وهي في طريقها إلى الرايخ الثالث وخلال فترة احتلال ألمانيا. بدأت الانتهاكات على أراضي ألمانيا النازية في 21 تشرين الأول 1944 عندما عبرت سرايا الجيش الأحمر الجسر فوق نهر أنغراب (راسماً بذلك الحدود) وقام بمجزرة نيمرزدورف قبل أن يتقهقر لعدة ساعات.
ارتكبت مُعظم الاعتداءات في الأراضي المحتلة من قبل السوفييت؛ تراوحت تقديرات أعداد النساء الألمانيات اللاتي تعرضن للاغتصاب على أيدي الجنود السوفييت إلى نحو مليوني امرأة. وفقاً للمؤرخ وليام هتشكوك، في كثيرٍ من الحالات كانت النساء ضحايا للاغتصاب المتكرر، منهن من تعرضن للاغتصاب من 60 إلى 70 مرة. يُعتقد أن 100 ألف امرأة تعرضن للاغتصاب في برلين، وذلك استناداً لارتفاع معدلات الإجهاض في الأشهر التالية وتقارير المستشفيات المعاصرة للأحداث، مع وفاة ما يقارب 10 آلاف امراة في أعقاب ذلك. وفيما يتعلق بالاغتصاب في ألمانيا، تُقدر وفيات الإناث بـ240 ألف إجمالياً. يصف أنتوني بيفور ذلك بـ«أكبر ظاهرة اغتصاب هائلة في التاريخ»، وخَلُصَ إلى أن ما لا يقل عن 1.4 مليون امرأة اغتصبن، فقط في بروسيا الشرقية وبوميرانيا وسيليزيا. وفقاً لنتاليا غيسي، كان الجنود السوفييت يغتصبون الإناث من سن الثامنة إلى الثامنة عشر. ولم تكن النساء السوفييتيات بمنأى عن ذلك. عندما قام الجنرال تسيغانكوف رئيس القسم السياسي في الجبهة الأوكرانية الأولى بإبلاغ موسكو عن الاغتصاب الهائل للنساء السوفييتيات اللاتي تم ترحيلهن إلى ألمانيا الشرقية للعمل القسري، أوصى بأن تُمنع النساء السوفييتيات من وصف محنتهن عند عودتهن إلى روسيا.
عندما احتج السياسي اليوغسلافي ميلوفان دجيلاس بسبب عمليات الاغتصاب في يوغسلافيا، يُذكر أن ستالين قال أنه يجب عليه «أن يفهم أن الجندي الذي عَبَرَ آلاف الكليومترات وسط الدماء والنار والموت، تسلى مع امرأة أو تسكعوا بعض الوقت». وفي مناسبةٍ أخرى، عندما قيل له أن جنود الجيش الأحمر انتهكوا اللاجئات الألمانيات جنسياً، قال حسبما ذكر: «نحن نحاضر بجنودنا أكثر من اللازم، لندعهم يأخذوا مبادرتهم».
كتب المؤرخ نورمان نايمارك أنه بعد صيف 1945 من كان يُلقى القبض عليه من الجنود السوفييت الذي قاموا باغتصاب المدنيات، كانوا يُعاقبون بدرجاتٍ عدة، وتراوحت عقوباتهم من الاعتقال إلى الإعدام. ومع ذلك، فقد استمرت الاغتصابات حتى شتاء 1947-48 عندما قامت السلطات السوفييتية المحتلة أخيراً بحديد حركة الجنود السوفييت وجعلها مقتصرة على حراسة المواقع والمخيمات، وإبعادهم عن السكان المقيمين في المنطقة السوفييتية في ألمانيا.

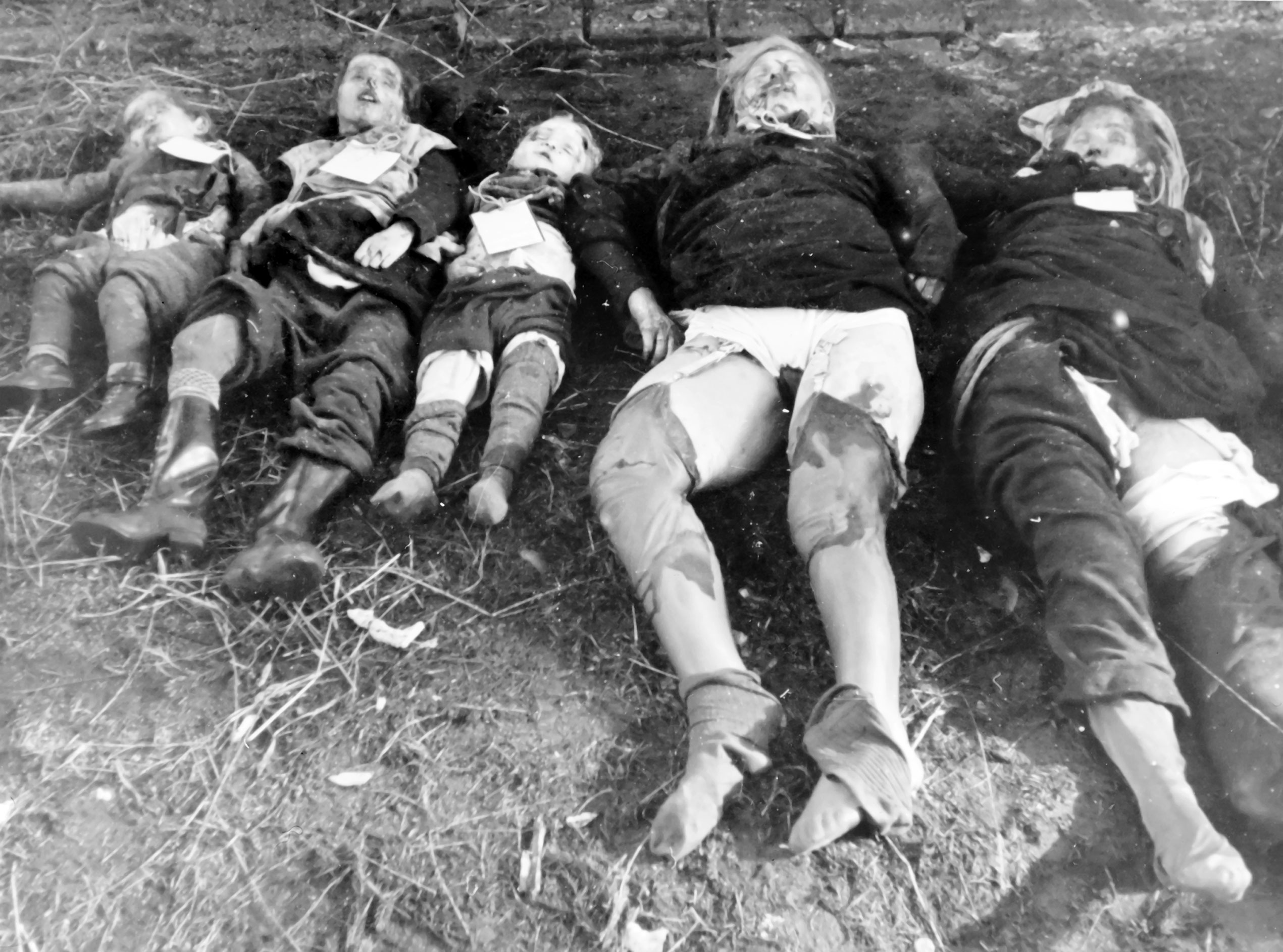
صورة التقتطها شرطة الأمن الألمانية، والعنوان الأصلي للصورة أن إمرأتين تظهر عليهما علامات التعرض للاغتصاب

### تحليل
يذكر نورمان نايمارك في تحليله عن الدوافع وراء الانتهاكات الجنسية السوفييتية واسعة النطاق، أن "دعاية الكراهية، والتجرية الشخصية من المعاناة في الوطن، وصورة مزعومة مهينة تماماً عن المرأة الألمانية في الصحافة، ناهيك عن الجنود أنفسهم، كسبب جزئي للاغتصابات على تطاق واسع. وأشار نايمارك إلى الإفراط بتعاطي الكحول (و الذي كان متاحاً بكثرة في ألمانيا) كان له الأثر على نزعة الجنود السوفييت لارتكاب الاغتصابات. كما نوه نايمارك على الطبيعة الأبوية المزعومة في الثقافة الروسية والمجتمعات
الآسيوية التي تشكل الاتحاد السوفييتي، حيث أن العار الذي حدث في الماضي تم سداده باغتصاب نساء العدو. وحقيقة أن الألمان كان لديهم مستوى معيشة أفضل ملحوظ حتى حتى في الخراب "قد ساهمت بشكلٍ جيد في تعقيد عقدة النقص بين الروس". تراكم "شعور الروس بالنقص، والحاجة لاستعادة الشرف، ورغبتهم بالانتقام قد تكون السبب باغتصاب العديد من النساء علانيةً وأيضاً أمام أزواجهن قبل قتل كلٍ منهما.
وفقاً لأنتوني بيفور إن الانتقام لم يكن السبب الوحيد للاغتصابات المتكررة؛ ولكن شعور الجنود السوفييت بأحقيتهم بجميع أنواع الغنائم، بما في ذلك النساء، كان عاملاً مهماً. يجسد بيفور هذا باكتشافه أن الجنود السوفييت قاموا أيضاً باغتصاب الفتيات السوفييتيات والبولنديات المحررات من معسكرات الإعتقال النازية وكذلك أولئك اللاتي احتجزن للعمل القسري في المزارع والمصانع.
انتقد ريتشارد أوفري (مؤرخ من كلية كينجز لندن) وجهة نظر الروس، مؤكداً أنهم يرفضون الاعتراف بجرائم بجرائم الحرب السوفييتية التي ارتكبت خلال الحرب، يرجع ذلك «جزئياً إلى أنهم شعروا أن معظمها كان انتقاماً مبرراً ضد عدو ارتكب أسوأ من ذلك بكثير، وإلى حدٍ ما أنهم كانوا يكتبون تاريخ المنتصرين».
كتب المؤرخ جيوفري روبرتس أن الجيش الأحمر قام باغتصاب نساء في جميع البلدان التي عبرها، ولكن معظمها في النمسا وألمانيا: 70000–100000 حالة اغتصاب في فيينا، و «مئات الألوف» من حالات الاغتصاب في ألمانيا. ويذكر أنه من الممكن أن الجيش الألماني ارتكب عشرات الآلاف من حالات الاغتصاب في الجبهة الشرقية، ولكن كان القتل جريمةً نموذجية بالنسبة لهم.

### انتقادات من المؤرخين الروس
يرى العديد من المؤرخين الروس أنه بالرغم من وجود حالات التجاوزات والأوامر المتعسفة، إلا أن الجيش الأحمر ككل تعامل مع سكان الرايخ الثالث السابق باحترام.
وفقاً لرئيس الجمعية الروسية لمؤرخي الحرب العالمية الثانية (أوليغ رزيشيفسكي)، فإنه أُدين 4148 ضابط وجندي من الجيش الأحمر بارتكاب فظائع وعوقبوا بعقوبة الإعدام، في حين لم يعدم سوى 69 جندياً امريكياً. ويفسر أن الجرائم مثل أعمال الاعتداء الجنسي كجزء لا مفر منه في الحرب، ويذكر أن جنود جيوش الحلفاء الأخرى ارتكبوها. ومع ذلك، وبشكلٍ عام يقول: أن الجنود السوفييت عاملوا الألمان بسلام وإنسانية.
ذكر محمود غارييف أنه حتى لم يسمع عن العنف الجنسي. يقول: "حدثت حالات من الوحشية، بما في ذلك الانتهاكات الجنسية"، وأنهم "لم يكونوا غائبين عما فعله النازيون" في الاتحاد السوفييتي؛ ولكنه يذكر أيضاً "أن هذه الحالات كُبحت وعوقبت بشدة"، و "أنها لم تكن على نطاقٍ واسع". ويذكر "أن القيادة العسكرية السوفياتية وقعت أمراً تنفيذياً في 19 كانون الثاني 1945 يُطالب بمنع المعاملة القاسية مع السكان المحليين.
و في 2015، تم حظر كتب بيفور في بعض المدارس والكليات الروسية.

### الآثار الاجتماعية
إن العدد الدقيق للنساء والفتيات الألمانيات اللاتي اغتصبن من قبل القوات السوفييتية خلال الحرب والاحتلال ليس مؤكدا، لكن يُقدر المؤرخون الغربيون على على أنه من المرجح أن أعدادهن بمئات الأُلوف، ومن الممكن أن يصل إلى مليونين. عدد الرُضع الذين عُرفوا بـ«الأطفال الروس» نتيجةً لما حدث غير معروف. ومع ذلك، فمعظم حالات الاغتصاب لم تنتج حالات حمل، والعديد من حالات الحمل عند الضحايا لم تسفر عن ولادة. كان الإجهاض الخيار المفضل عند ضحايا الاغتصاب، وتوفي العديد منهن نتيجةً: عن النزيف الداخلي بسبب الاعتداء عليهم بوحشية، وعدم علاج أمراص منقولة جنسياً بسبب نقص الدواء، وتنفيذ عمليات الإجهاض بشكل سيئ، وحالات الانتحار، خصوصاً عند الضحايا المصبن بصدمة نفسية اللاتي اغتصبن مراتٍ عديدة. وبالإضافة إلى ذلك، فقد توفي العديد من الأطفال في ألمانيا في فترة ما بعد الحرب نتيجة لانتشار المجاعة على نطاقٍ واسع، ولنقص الإمدادات، وبسبب أمراض مثل التيفوس والخناق. ووصل معدل وفيات الرضع في برلين إلى 90%.
أما بالنسبة لهذا العنف الجنسي يقول نورمان نايمارك:
يشير البرلينيون الغربيون ونساء جيل زمن الحرب إلى نصب الحرب السوفييتية التذكاري في حديقة تربتاور في برلين كـ«ضريح المغتصب المجهول» رداً على عمليات الاغتصاب الهائلة التي قام بها جنود الجيش الأحمر في السنوات التي نلت سنة 1945.
تعرضت هانلوره كول -زوجة المستشار الألماني السابق هلموت كول- لاغتصاب جماعي في سن الثانية عشر من قبل جنود سوفييت في أيار 1945، وذلك وفقاً لكاتب سيرة حياتها. وعانت من آلامٍ في ظهرها على مدى حياتها بعد أن رمي بها من نافذة في الطابق الأول. وكانت تعاني من أمراضٍ مديدةٍ وخطيرة، يعتقد الخبراء أنها نتيجةٍ لصدمة في مرحلة الطفولة. انتحرت هانلوره في 2001.

### في الثقافة الشعبية
بما أن معظم النساء عانين من تجاربهن ولم يكن لديهن رغبة بإعادة سردها، معظم السير الذاتية والتمثيلات الفنية كفيلم السقوط، تُلمح إلى الاغتصابات الهائلة المرتكبة من قبل الجيش الأحمر؛ لكنها توقفت عند ذكرها صراحةً. ومع مضي الزمن، تم إنتاج المزيد من الأعمال التي تناولت هذه المسألة بشكلٍ مباشر، مثل: كتب كرواية The 158-Pound Marriage، و قصتي (1961) (My Story) لـ«غيما لاغوارديا لوك» [أُعيد اصداره باسم أخت فيوريلو: قصة غيما لاغوارديا لوك (الدين، اللاهوت، والهولوكوست) (2007، نسخة موسعة)]، وأفلاماً مثل شعبة الفرح (Joy Division) و الألماني الجيد (The Good German).
الموضوع مادة للكثير من الخطاب الأنثوي. أول ترجمة ذاتية تصور الأحداث كان العمل الرائد كتاب امرأة في برلين الصادر في عام 1954، والذي تحول إلى فيلم في عام 2008. رُفض على نطاقٍ واسع في ألمانيا بعد نشره أول مرة ولكنه شهد قبولاً بعد ذلك، وقد وجدت العديد من النساء إلهاماً للمضي قدماً مع قصصهم الخاصة.

## القوات الأمريكية
في كتاب أُخذ بالقوة (بالإنجليزية: Taken by Force) لمؤلفه ج.روبرت ليلي، يقدر عدد الاغتصابات المرتكبة من قبل الجنود الأمريكيين في ألمانيا بـ 11000. وقد ادعى آخرون بأن 190 ألف شابة وامرأة ألمانية من الممكن أنهن قد تعرضن للاغتصاب. وكما هو الحال بالنسبة للاحتلال الأمريكي لفرنسا بعد إنزال النورماندي، فالعديد من عمليات الانتهاكات الجنسية الأمريكية في ألمانيا في سنة 1945 كانت عمليات اغتصاب جماعي ارتكبها جنود مسلحون تحت تهديد السلاح. بالرغم من وضع سياسات عدم التصادق مع الأمريكيين في ألمانيا، كانت تستخدم عبارة «المضاجعة بدون محادثة ليست تصادقاً» كشعار من قبل الجنود الأمريكيين. كتب الصحافي الأسترالي أوسمار وايت الذي كان مراسلاً حربياً والذي خدم مع القوات الأمريكية خلال الحرب، أن:
وكما هو الحال في القطاع الشرقي من المنطقة المحتلة في ألمانيا، بلغ عدد حالات الاغتصاب ذروته في عام 1945، ولكن نسبة العنف العالية ضد الشعبين الألماني والنمساوي من قبل الأمريكيين استمرت على في النصف الأول من سنة 1946، مع خمس حالات لنساء ألمانيات متوفيات عُثر عليهن في ثكنات أمريكية في أيار وحزيران في 1946 وحدها.
كتبت كارول هانتغتون أن الجنود الأمريكيين الذين اغتصبوا نساءاً ألمانيات ثم تركوا هدايا من الطعام لهن ربما قد سمحن لأنفسهن ذلك لكي ينظرن للفعل كدعارة بدلاً من الاغتصاب. استشهاداً بعمل مؤرخ ياباني جنباً إلى جنب مع هذا الاقتراح، كتبت هانتغتون أن النساء اليابانيات اللاتي طلبن الطعام «قد اغتصبن وفي بعض الأحيان ترك الجنود طعاماً لأولئك النساء».

## القوات البريطانية
ارتكبت العديد من حالات الاغتصاب تحت تأثير الكحول أو تأثير صدمة ما بعد الحرب، ولكن في بعض حالات الهجمات المتعمدة مثل محاولة اغتصاب فتاتين محليتين تحت تهديد السلاح من قبل جنديين في قرية أويله بالقرب من نينبورغ، التي انتهت بوفاة إحدى النساء - سواءاً بالقصد أو لا - عندما قام أحد الجنود بتفريغ بندقيته، وأصابها في رقبتها، فضلاً عن الاعتداء المبلغ عنه على ثلاث نساء ألمانيات في بلدة نويشتات آم روبنبرغه. في إحدى الأيام في منتصف نيسان من سنة 1945، اغتصبت ثلاث نساء في نويشتات من قبل جنود بريطانيين. قال أحد كبار قساوسة الجيش البريطاني المرافق للقوات أنه 'كان هنالك قدرٌ كبير من عمليات الاغتصاب المستمرة'. ثم أضاف أن «أولئك من يعانين [من الاغتصاب] ربما يستحقن ذلك».

## القوات الفرنسية
شاركت القوات الفرنسية في غزو ألمانيا، وخُصص لفرنسا منطقة احتلال في ألمانيا. ويقتبس بيري بيدسكومب تقديرات المسح الأصلي أن القوات الفرنسية على سبيل المثال قد ارتكبت «385 عملية اغتصاب في منطقة كونستانس؛ 600 في بروخزال؛ 500 في فرويدنشتات». يُزعم أن القوات الفرنسية قد ارتكبت عمليات اغتصاب على نطاق واسع في حي هوفينغن بالقرب من ليونبرغ. على الرغم من أن كاتز وقيصر ذكرا عمليات الاغتصاب، لم يُعثر على حوادث محددة، سواءاً في هوفينغن أو ليونبرغ مقارنةً بالبلدات الأخرى.
وفقاً لنورمان نايمارك، تماثل سلوك القوات الفرنسية المغربية مع القوات السوفييتية عندما يتعلق الأمر بالاغتصاب، لا سيما في في المرحلة المبكرة لاحتلال بادن وفوتمبرغ، والأرقام المزودة صحيحة.

## نقاش
كثيراً ما كُرر أن اغتصابات زمن الحرب قد أُحيطت بعقودٍ من الصمت أو حتى وقتٍ قريب نسبياً، تجاهلها الأكادميون، مع الموقف السائد هو أن الألمان كانوا مقترفي جرائم حرب، الكتابات السوفيتية تتحدث فقط عن التحرير الروسي والذنب الألماني، وتركيز المؤرخين الغربيين على تفاصيل الهولوكوست.
من ناحيةٍ أخرى، ناقشت إليزابث هاينمن من جامعة آيوا أن ألمانيا ما بعد الحرب، خاصةً في ألمانيا الغربية أن قصص اغتصاب زمن الحرب أصبحت جزءاً أساسياً من الخطاب السياسي تم إضفاء الطابع العالمي على اغتصاب النساء الألمانيات في محاولة لجعل حالة الشعب الألماني عموماً كضحايا.
الطريقة التي نوقشت بها الاغتصابات من قبل ساندر (Sander) ويور (Johr) في فيلمهما «المُحَرِر والمُحَرَر» (بالألمانية: BeFreier und Befreite) تعرضت للنقد من باحثين شتى. وفقاً لغروسمان، فإن المشكلة أن هذه ليست قصةً «عالمية» عن نساء اغتصبن من رجال، وإنما عن نساءٍ ألمانيات تعرضن للانتهاك والاعتداء من قبل جيشٍ حارب ألمانيا النازية وقام بتحرير معسكرات الموت. محاولة التشكيك في السياق التاريخي لاغتصاب النساء الألمانيات أغفالٌ خطير، فوفقاً لستيوارت ليبمان وأنيته ميشيلسون، وباسكال بوس، فإن هذا مثال غير تاريخي ونسوي وجنساني يقترب من قضية الاغتصاب في زمن الحرب.
وفقاً لباسكال بوس، خطابات الضحايا فقدت مصداقيتها في نهاية الستينات في أعقاب الحركة الطلابية. جاءت السياسية اليسارية الألمانية للتحقيق نقدياً في الماضي النازي وانتقاد عدم رغبة الأجيال الأكبر سناً لمواجهة ذلك الماضي، واستمرارهم في معاداة الشيوعية، وميلهم لتصوير أنفسهم كضحايا بدلاً من مرتكبي جريمة، ولا سيما الهولوكوست."
محاولة الأنثويات لإضفاء الطابع العالمي على قصة اغتصاب النساء الألمانيات تتناقد مع وصف ساندر ويور للاغتصاب كأحد أشكال الاغتصاب الإبادي: اغتصاب النساء الألمانيات «المتفوقات عرقياً» على أيدي الجنود السوفييت «المتدنين عرقياً»، ملمحن أن الاغتصاب كان مؤذياً بشكلٍ خاص للضحايا.[وثِّق الاقتباس]
في المقابل، قضية اغتصاب النساء السوفييتيات من قبل جنود الفيرماخت (الجيش الألماني)، بأعداد تتراوح بين مئات الألوف وعشرة ملايين وفقاً لتقديرات مختلفة، لا يتم معاملتها من قبل المؤلفين كشيء يستحق الذكر.[وثِّق الاقتباس]

## اقرأ أيضاً
- نساء المتعة (اليابان)
- اغتصاب في حرب
- الانتهاكات الجنسية أثناء تحرير بولندا (1944–1947)
- حالات الانتحار الجماعي في ألمانيا النازية عام 1945

## قائمة المصادر
- Naimark، Norman M. (1995). The Russians in Germany: A History of the Soviet Zone of Occupation, 1945–1949. Cambridge: Belknap Press. ISBN:0-674-78405-7. مؤرشف من الأصل في 2022-06-29.
- Alexievich، Svetlana (1988). War's Unwomanly Face. Moscow: Progress publishers. ISBN:978-5010004941. (Translated from original edition in Russian: Алексиевич, Светлана (2008). [ru:У войны не женское лицо] (بالروسية). Moscow: Vremya publishers. ISBN:978-5-9691-0331-3. {{استشهاد بكتاب}}: |trans-title= بحاجة لـ |title= أو |script-title= (help)) Note: citations in text are given in reference to the Russian edition.
- MacDonogh، Giles (2009). After the Reich: The Brutal History of the Allied Occupation. Basic Books. ISBN:0465003389.
- Dack، Mikkel (يونيو 2008). "Crimes Committed by Soviet Soldiers Against German Civilians, 1944-1945: A Historiographical Analysis". Journal of Military and Strategic Studies. ج. 10 ع. 4. مؤرشف من الأصل في 2017-12-26.